# Neostorena torosa
Neostorena torosa là một loài nhện trong họ Zodariidae.
Loài này thuộc chi Neostorena. Neostorena torosa được Eugène Simon miêu tả năm 1908.